# HD 156753
HD 156753，又名BD+49 2614，SAO 46605、HR 6437，是一颗恒星，视星等为7.48，位于銀經76.33，銀緯35.36，其B1900.0坐标为赤經17h 14m 15.8s，赤緯+49° 35.36′ 55″。